# Paolo et Francesca
Pour les articles homonymes, voir Paolo et Francesca (homonymie).

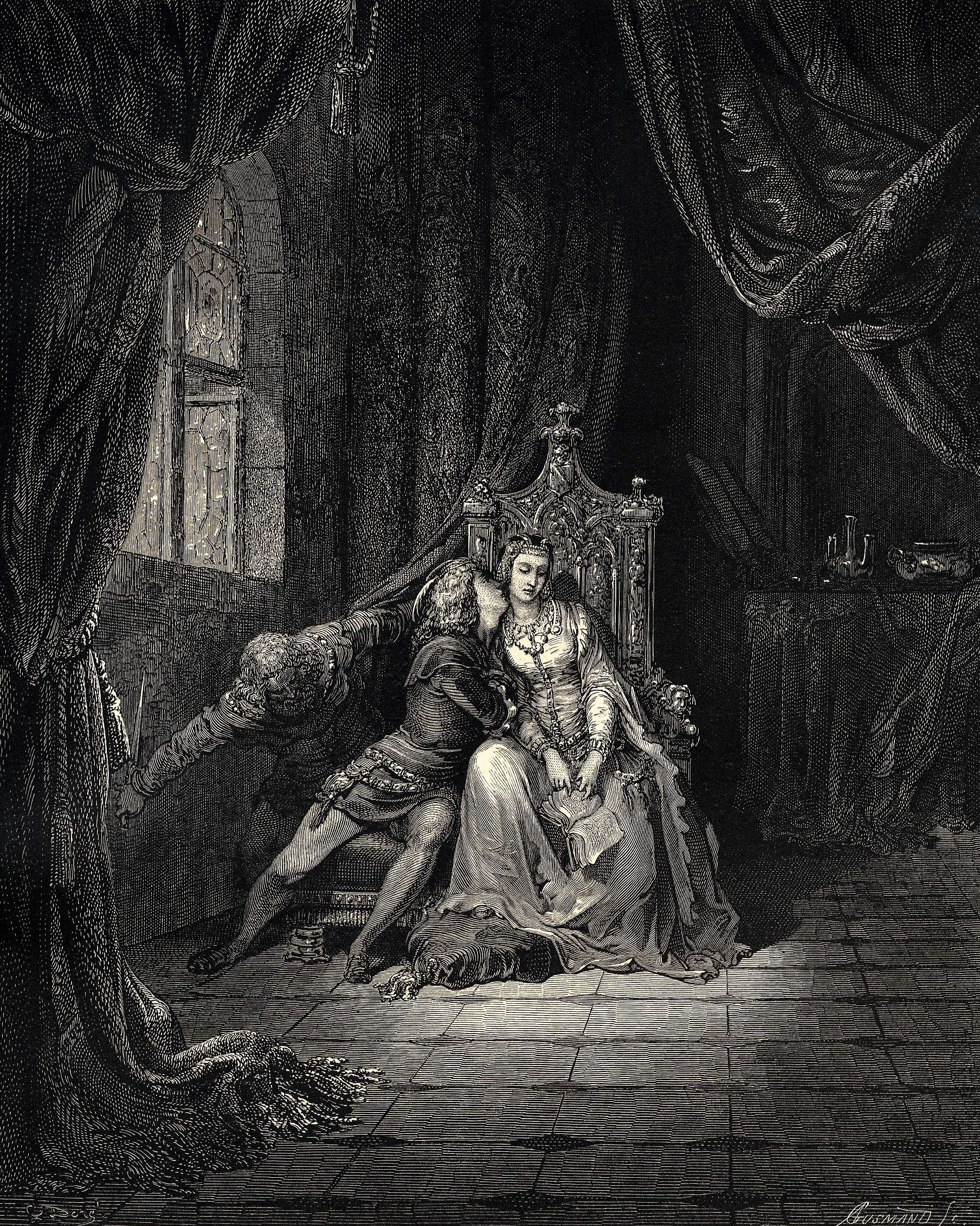
Adolphe Gusmand et Gustave Doré: Nous étions seuls et sans aucune défiance

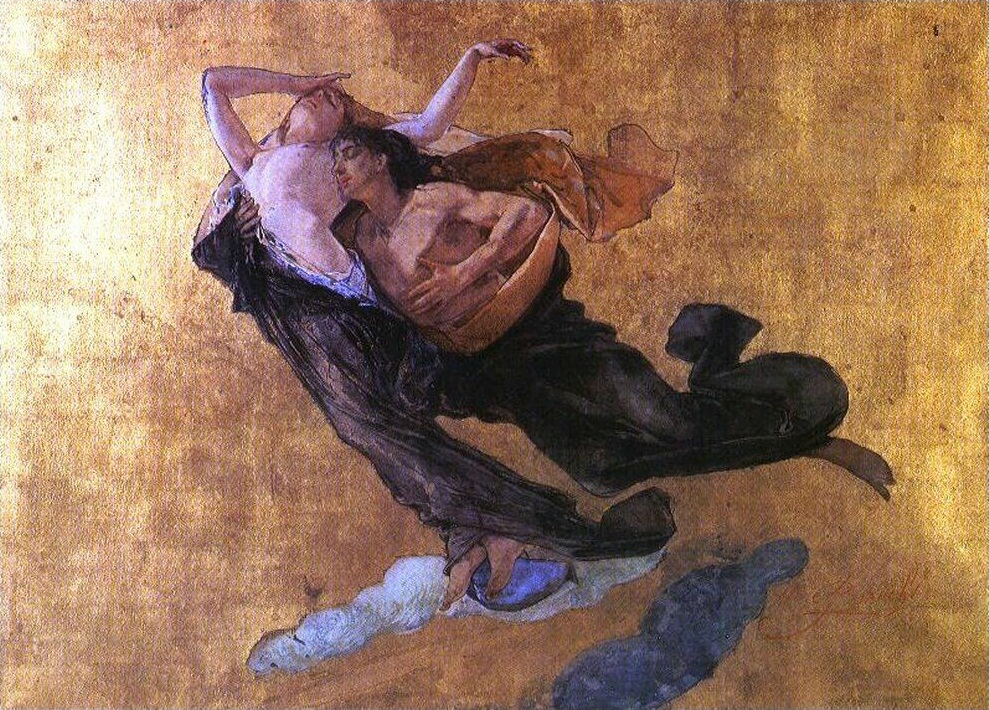
Paolo et Francesca, Mosè Bianchi, 1877

Paolo et Francesca (italien : Paolo e Francesca) sont deux figures d'amants entrés grâce à Dante dans l'imaginaire sentimental populaire comme l'incarnation de la passion amoureuse par excellence. 
Ils ont été inspirés par deux personnages réels, Paolo Malatesta et Francesca da Rimini, mais il n'est pas certain que l'aventure évoquée dans la Divine Comédie ait réellement eu lieu.

## Les faits historiques et la légende

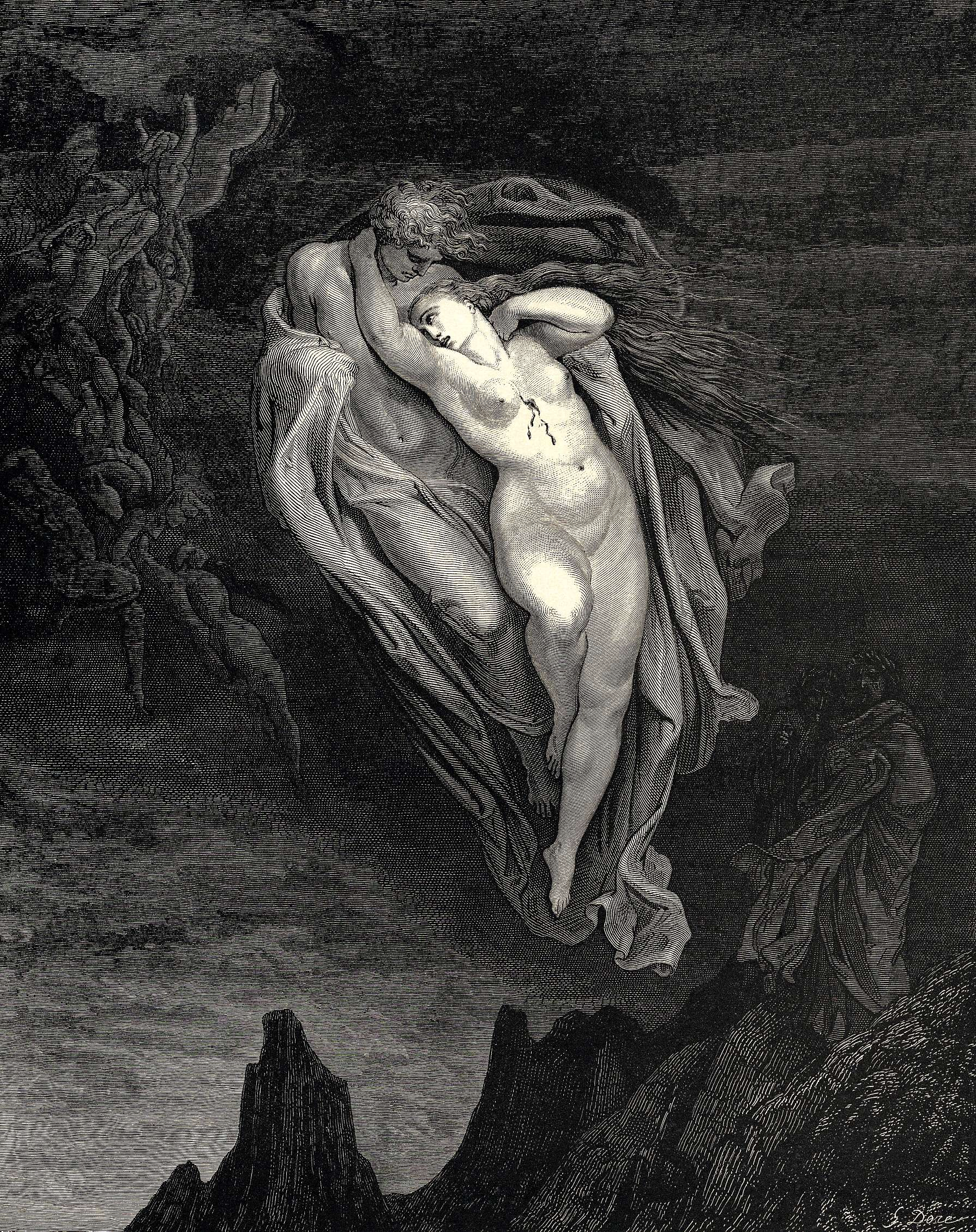
Doré : E paion sì al vento esser leggieri

Les familles da Polenta de Ravenne et Malatesta de Rimini étaient parmi les plus importantes de la Romagne et après une série de conflits décidèrent de s'allier. 
Le pacte est scellé par un mariage de la jeune Francesca da Polenta et du plus vieux des fils Malatesta Gianciotto qui est laid et boiteux. Une tradition remontant à Giovanni Boccaccio veut que le consentement ait été obtenu par procuration afin de faciliter l'accord de la jeune fille. Le procurateur est le frère de Gianciotto, Paolo Malatesta ; mais Francesca, croyant qu'il s'agit de l'époux qui lui était destiné, tombe amoureuse de lui. Après le mariage, Paolo éprouve aussi de l'amour pour sa belle-sœur. Le mari les ayant surpris au cours d'un entretien clandestin, les tue tous deux d’un seul coup.
La documentation historique sur le fait est pratiquement inexistante. Seules les données civiles des protagonistes et leur descendance est connue : une fille pour Francesca et Gianciotto, deux fils pour Paolo. Il n'y a aucune trace de la relation adultérine ni du double homicide. On ne sait même pas où aurait eu lieu le double homicide. Certaines hypothèses indiquent le château de Gradara et d'autres la Rocca di Castelnuovo près de Meldola. Il est possible que, l'alliance entre les deux familles étant une priorité stratégique, cette tragédie (si elle a eu lieu), ait été occultée et omise dans les archives.

## LaDivine Comédie
Dante Alighieri leur dédie une grande partie du chant V de la Divine Comédie où les deux jeunes représentent les principales âmes condamnées à la peine de l'enfer dantesque, chant V, cercle de la luxure.
Virgile et Dante rencontrent dans le deuxième cercle de l'Enfer, parmi ceux qui ont commis le péché de chair, Paolo et Francesca.

« Amor, ch'al cor gentil ratto s'apprende,
prese costui de la bella persona
che mi fu tolta; e 'l modo ancor m'offende.

Amor, ch'a nullo amato amar perdona,
mi prese del costui piacer sì forte,
che, come vedi, ancor non m'abbandona.

Amor condusse noi ad una morte.
Caina attende chi a vita ci spense.
 Queste parole da lor ci fuor porte. »

— Dante Alighieri, Enfer Chant V
Dans la vraie vie Paolo et Francesca étaient amants adultérins, en effet, Francesca était l'épouse de Gianciotto, frère de Paolo. Cet amour coupable a conduit les deux à la mort par la main même du mari trompé.
Francesca explique au poète que tout est arrivé en lisant un livre qui expliquait l'amour entre Lancelot et Guenièvre, les deux trouvèrent « chaleur » dans le « baiser frémissant » qu'ils s'échangent à la fin et qui caractérise le début de leur passion.

« Un jour, par plaisir, nous lisions les amours de Lancelot ; comment l’amour l’enserra de ses liens ; nous étions seuls et sans aucune défiance. Plusieurs fois cette lecture attira nos regards l’un vers l’autre et décolora notre visage ; mais un seul moment nous vainquit. Quand nous lûmes comment les riantes lèvres désirées furent baisées par un tel amant, celui-ci, qui jamais de moi ne sera séparé, tout tremblant me baisa la bouche : pour nous le livre et celui qui l’écrivit fut Galeotto, ce jour nous ne lûmes pas plus avant »

— La Divine Comédie (trad. Lamennais)/L’Enfer/Chant V

## Autres occurrences dans les arts et la littérature

### Peinture

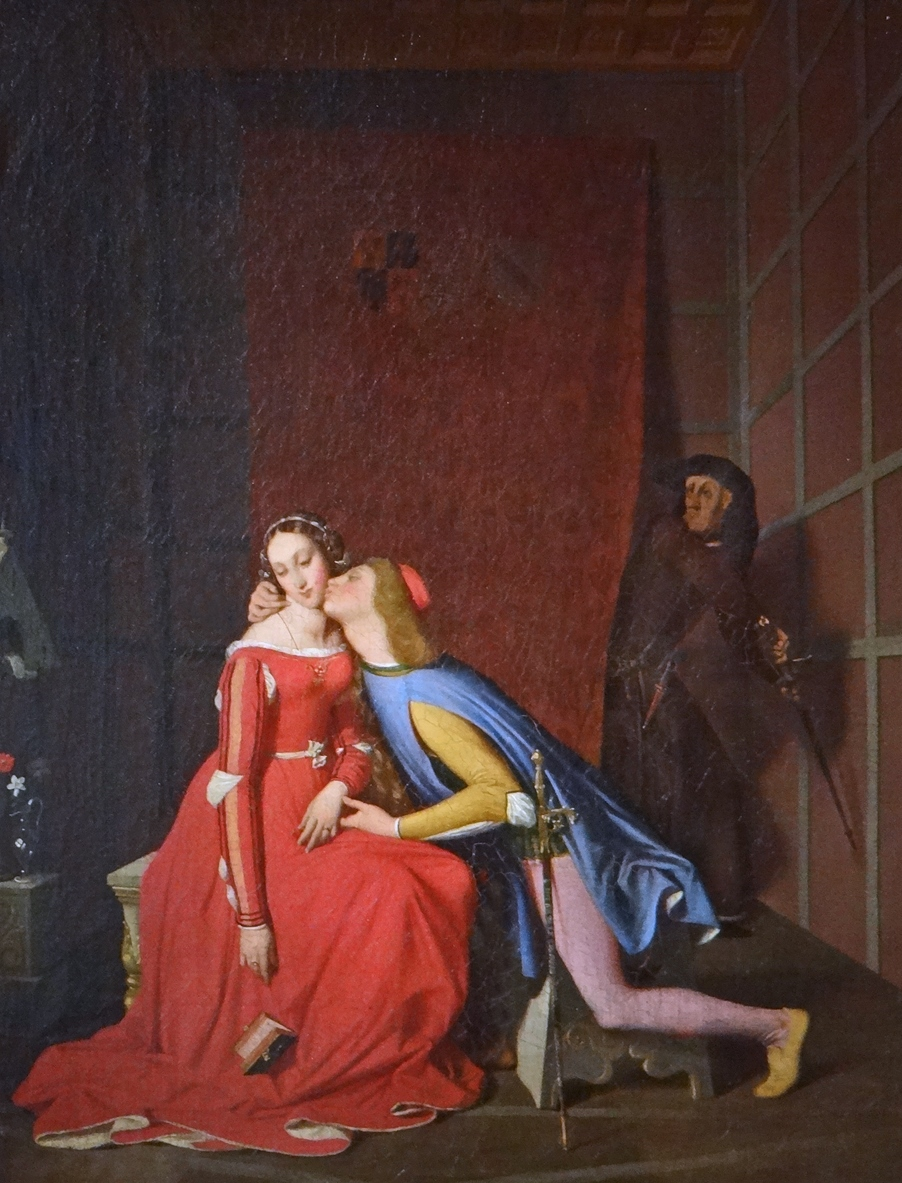
Paolo et Francesca au musée des beaux-arts d'Angers.

- Paolo et Francesca, de Jean-Auguste-Dominique Ingres (sept versions connues)
- Les amours funestes de Francesca de Rimini, de Marie-Philippe Coupin de la Couperie (château de Versailles)
- Paolo et Francesca, de Louis Rubio
- Paolo et Francesca, de Mose Bianchi
- Francesca da Rimini, de Ary Scheffer, 1835 (Londres, The Wallace Collection) : première version du tableau conservé au Louvre
- Paolo et Francesca, de George Frederic Watts, 1845.
- Les ombres de Francesca da Rimini et de Paolo Matesta apparaissent à Dante et Virgile, de Ary Scheffer, 1855 (Paris, musée du Louvre)
- Mort de Francesca de Rimini et de Paolo Malatesta, de Alexandre Cabanel, 1870 (Paris, Musée d'Orsay)
- Paolo e Francesca, de Gaetano Previati, 1887 (Bergame, Accademia Carrara)

### Sculpture
- Le Baiser, d'Auguste Rodin, vers 1882, musée des Beaux-Arts de Lyon

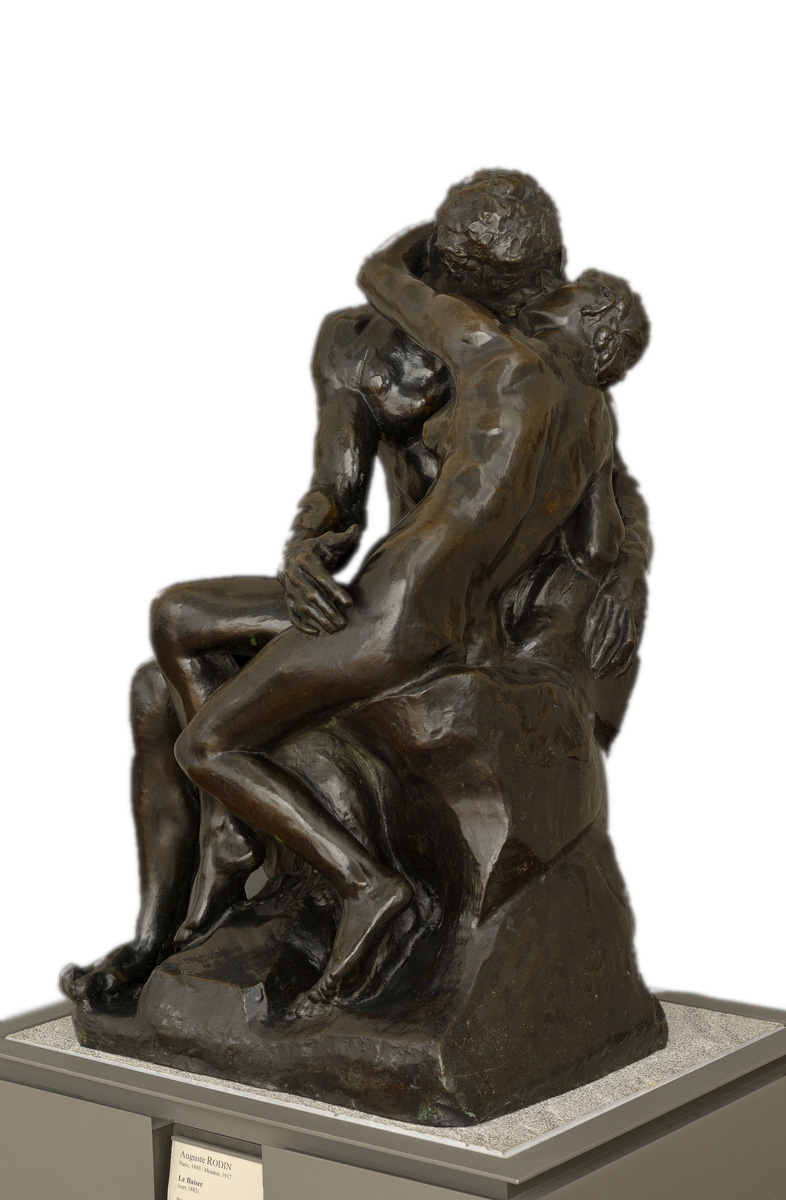
Auguste Rodin, Le Baiser, Bronze, Vers 1882, musée des Beaux-Arts de Lyon

- Paolo et Francesca, d'Auguste Rodin, XIXe siècle, musée des Beaux-Arts de Lyon

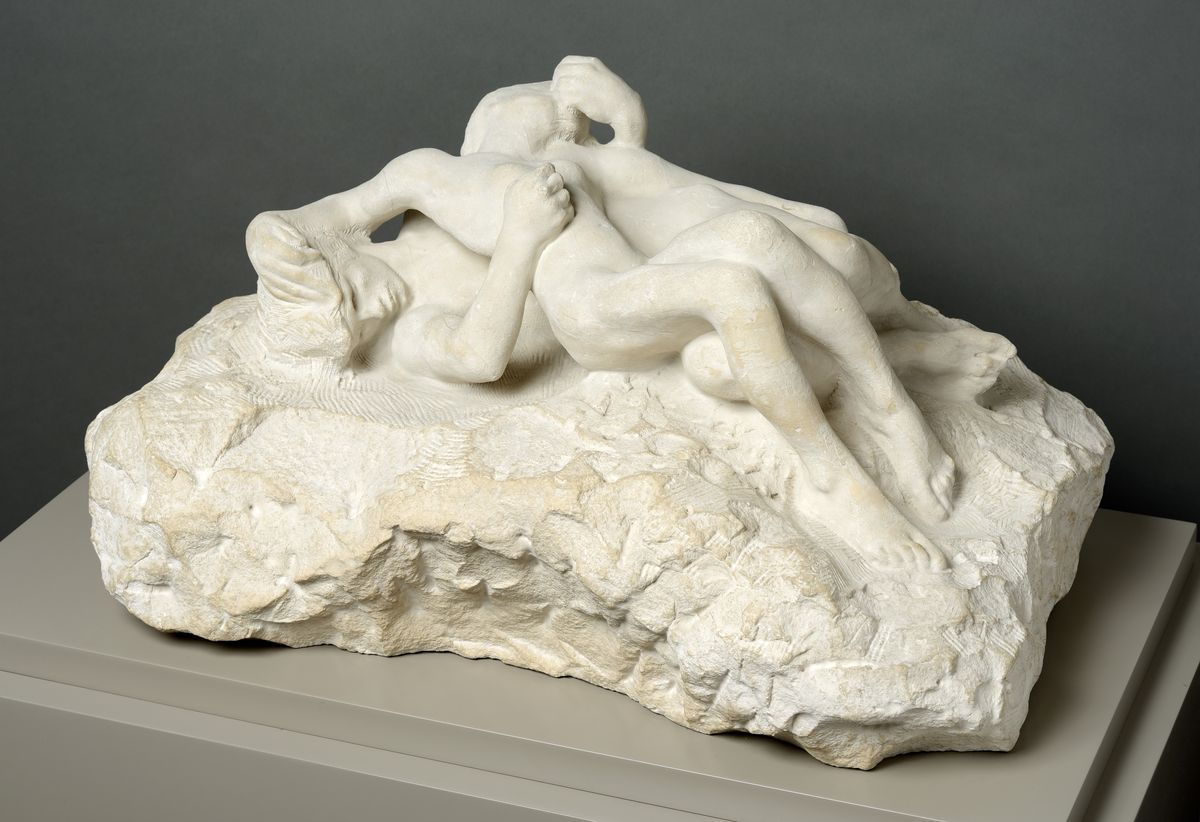
Auguste Rodin, Paolo et Francesca, Plâtre, XIXe, musée des Beaux-Arts de Lyon.

### Opéra
Cette scène tragique est évoquée dans l'opéra lyrique Francesca da Rimini du compositeur italien Riccardo Zandonai, livret de Gabriele D'Annunzio (1901).
Elle est également évoquée dans l'œuvre du compositeur italien Saverio Mercadante (1795-1870) sous le titre Francesca da Rimini - Dramma per musica in due atti (1830-1831). Inspirée du livret de Felice Romani et jamais représentée auparavant, cette œuvre a fait l'objet d'une création mondiale au 42e Festival Della Valle d'Istria à Martina Franca (Italie), (trois représentations ont eu lieu les 30 juillet, 2 et 4 août 2016). L'Orchestra Internazionale d'Italia était dirigé par Fabio Luisi.
Elle a également inspiré le livret de l'opéra Francesca da Rimini du compositeur russe Rachmaninov.
Elle a également inspiré un oratorio composé en 1892 - musique de Paul Gilson et texte de Jules Guilliaume -, intitulé : Francesca da Rimini. Il fut interprété à Bruxelles en janvier 1895.

### Cinéma
- 1908 : Francesca da Rimini, film américain de James Stuart Blackton
- 1910 : Francesca da Rimini, film américain de James Stuart Blackton (remake du film de 1908)
- 1911 : Francesca da Rimini, film italien de Ugo Falena
- 1949 : Paolo et Francesca, film italien de Raffaello Matarazzo
- 1971 : Paul et Françoise (Paolo e Francesca), film italien de Gianni Vernuccio

### Musique
Hozier publie une chanson nommée Francesca en mai 2023, faisant partie de son album Unreal Unearth. Plusieurs références à ce couple mythique y sont faites (titre de la chanson, ouragan qui serait la punition du couple, le Paradis qui n'est pas un lieu pour un amour comme le leur).